# A Mãe Pátria Está Chamando
Para os heróis da Batalha de Stalingrado
A Mãe Pátria Está Chamando (em russo:  Родина-мать зовёт!; tr: Rodina-mat' zovyot!) é um monumento erguido em Volgogrado, antiga Stalingrado, na Rússia. Está no topo da colina de Mamayev Kurgan, comemorando a Batalha de Stalingrado. O monumento foi projetado pelo escultor Yevgeni Vuchetich e pelo engenheiro civil Nikolai Nikitin. Foi considerada a maior estátua do mundo quando foi inaugurada, em 1967. Atualmente é a maior estátua (sem o pedestal) de uma mulher humana do mundo, a maior estátua da Europa e a segunda maior escultura não religiosa do mundo, ficando em segundo lugar para a Estátua da Unidade.
A Mãe Pátria Está Chamando é uma figura feminina com uma espada na mão chamando seus filhos para lutar contra o inimigo. A obra mede 85 metros do topo de seu pedestal até a ponta da espada e pesa 5500 (concreto) e 2400 (metal) toneladas. Seu peso total é de cerca de 8000 toneladas. A figura em si mede 52 metros e a espada mede 33 metros. Faz parte da trilogia tríptica junto com o Memorial de Guerra Soviética em Berlim, construído em 1949, e com o Memorial de Retaguarda, construído em 1979 em Magnitogorsk. Essas três esculturas são representações de seres humanos com espada de guerra.
A modelo que posou para o monumento, Valentina Izotova, é uma natural da cidade, e ainda é reconhecida pela semelhança com a estátua. Ela foi recrutada por Lev Maistrenko, um artista que trabalhou no memorial no início dos anos 60. Quando o monumento foi terminado, a URSS estava com o poder nas mãos de Leonid Brezhnev.
Aproximadamente 35 mil soldados do Exército Vermelho estão enterrados na colina Mamayev Kurgan, onde a estátua está localizada. A estátua é agora considerada um dos símbolos nacionais da Rússia e está na bandeira do Oblast de Volgogrado e em seu brasão oficial.

## História

### Plano e ideia de construção

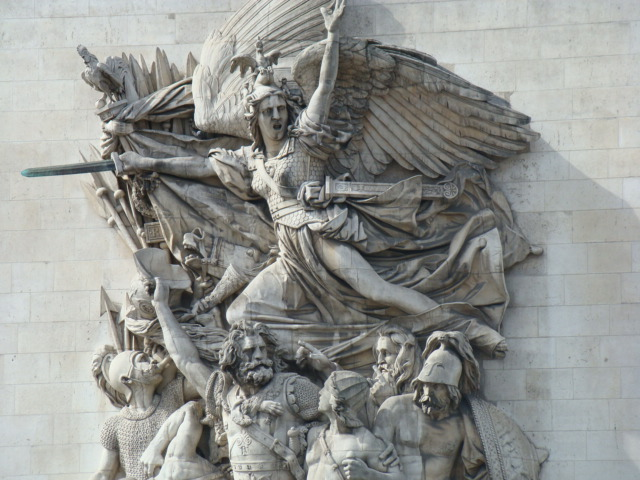
A estátua do La Marseillaise, localizada no Arco do Triunfo em Paris

Em 1958, o Conselho de Ministros da República Socialista Federativa Soviética Russa decidiu iniciar um projeto de monumento para imortalizar a Batalha de Stalingrado. Após o lançamento de uma campanha abrangente, a fundação da estátua foi colocada após os vestígios da batalha serem limpos, como as minas e bombas. No início, a ideia original era uma escultura de um soldado ajoelhado com uma bandeira vermelha dobrada, projetada pelo designer soviético Ernst Neizvestny, no entanto, foi abandonada. O monumento, projetado por Yevgeny Vuchetich e Nikolai Nikitin, começou a ser construído com a ideia de uma figura feminina que convida seus filhos a lutar contra os invasores, colocando a espada à sua frente.
Segundo várias fontes, a ideia de construir esta estátua foi feita a partir dos protótipos de esculturas anteriores. As estátuas construídas em memória de A Marselhesa no Arco do Triunfo em Paris e a Vitória de Samotrácia em Samotrácia são as esculturas que dizem ser inspiradas na construção da estátua da Mãe Pátria. Há também interpretações de que a estátua era a interpretação moderna da deusa Vitória na mitologia romana e da Nice na mitologia grega.

### Construção e inauguração
A construção levou um total de 15 anos, incluindo as preparações conceituais e de infraestrutura e as obras de construção dos últimos 8 anos. A obra começou a ser construída em maio de 1959 em Stalingrado (agora Volgogrado). Em 15 de outubro de 1967 foi oficialmente inaugurada. A cerimônia de inauguração contou com a participação de dezenas de milhares de cidadãos soviéticos, incluindo o secretário-geral do Partido Comunista da União Soviética, Leonid Brejnev, o ministro da Defesa, Andrei Grechko, e os marechais soviéticos Andrei Yeremenko e Vassili Chuikov. A estátua se tornou a maior estátua do mundo na época. Embora esculturas mais altas tenham sido construídas no passado, atualmente é a maior estátua feminina do mundo, era a maior estátua não religiosa do mundo mas perdeu seu posto para a Estátua da Unidade. À noite, a escultura é iluminada por holofotes. Em 8 de maio de 2017 foi especialmente iluminada em um show de luzes intitulado "A Luz da Grande Vitória" para marcar o 72º aniversário da vitória sobre a Alemanha nazista na Grande Guerra Patriótica.

## Arquitetura
A Mãe Pátria é altamente complexa do ponto de vista da engenharia, devido à postura dos braços; a espada erguida na mão direita e a mão esquerda estendida em um gesto de convocação. A tecnologia por trás da estátua oca é baseada em uma combinação de betão pré-esforçado (ou concreto protendido) com cabos de aço, solução que também pode ser encontrada em outra obra de Nikitin, a Torre Ostankino, em Moscou. A escultura é oca, então a combinação de concreto e cabos de aço é importante na construção dela. No interior, a estátua inteira consiste em câmaras separadas, como salas em um edifício. As paredes de concreto da escultura têm de 25 a 30 centímetros de espessura e é assegurada por cabos de aço para a resistência.
A área da escultura abrange um total de 26 hectares, contando com todos as estruturas em sua volta. Na primeira entrada há um pedestal chamado "Memória das Gerações". Esculpido em pedra, o pedestal exibe pessoas pertencentes a diferentes gerações, que homenageiam a memória dos defensores caídos. Atrás, há pedestais de granito sobre os quais os nomes de todas as cidades-heróis estão esculpidas. Relevos na base incluem 11 figuras que representam as figuras e as mortes de Mamayev Kurgan. Mais à frente, há restos de construções bombardeadas pelos nazistas. Existe uma área chamada "Praça dos Heróis" ao lado desta área e existem 6 pequenas bases representando vários grupos envolvidos na guerra. Com exceção do pedestal da estátua, foram utilizados 5 500 toneladas de concreto e 2 400 toneladas de metal na obra. A espada em si pesa 14 toneladas.
A altura total da estátua é de 85 metros. A altura sem a espada é de 52 metros, a espada em si mede 33 metros. A profundidade da estátua é de 16 metros. O plinto mede mais 2 metros. O monumento pesa mais de 8 000 toneladas (7 900 toneladas longas; 8 800 toneladas curtas). Há 200 degraus que levam à base da estátua para comemorar a batalha de 200 dias de Stalingrado. No início desta escadaria há um monumento militar do Exército Vermelho.

## Ameaças naturais e restauração
A espada é originalmente feita de aço inoxidável, aparada com chapas de titânio. Devido ao seu tamanho colossal e sua enorme massa, a espada é frequentemente afetada por tempestades e ventos e, com o tempo, devido as influência das cargas de vento, ocorrem deformações na região onde a mão segura a espada. Deformações no design da espada também já causaram o movimento das chapas de titânio, criando sons de metais trovejantes. Portanto, em 1972, a lâmina foi substituída por outra — inteiramente constituída de aço — e na parte superior da espada foram feitos furos que permitiram reduzir o seu vento. Em 1986, a infraestrutura de concreto foi reforçada.
Em 2009, os relatórios disseram que a estátua estava se inclinando devido a mudanças no nível da água subterrânea, causando o movimento das fundações. A estátua não está fixada às suas fundações e é mantida no lugar apenas pelo seu peso. Um funcionário anônimo alegou que a estátua havia se movido cerca de 20 centímetros e não era esperado que se movesse muito mais sem entrar em colapso. Um programa de restauração de monumentos foi desenvolvido em 2008—2009, e os trabalhos de conservação e restauração do monumento começaram em 2010.
Em 2017, um programa de restauração abrangente do monumento com duração de um ano e meio a um custo de dois bilhões de rublos começou. Todas as fissuras formadas foram reparadas e mais de 6 000 m² de superfícies de concreto foram restauradas.

## Simbolismo

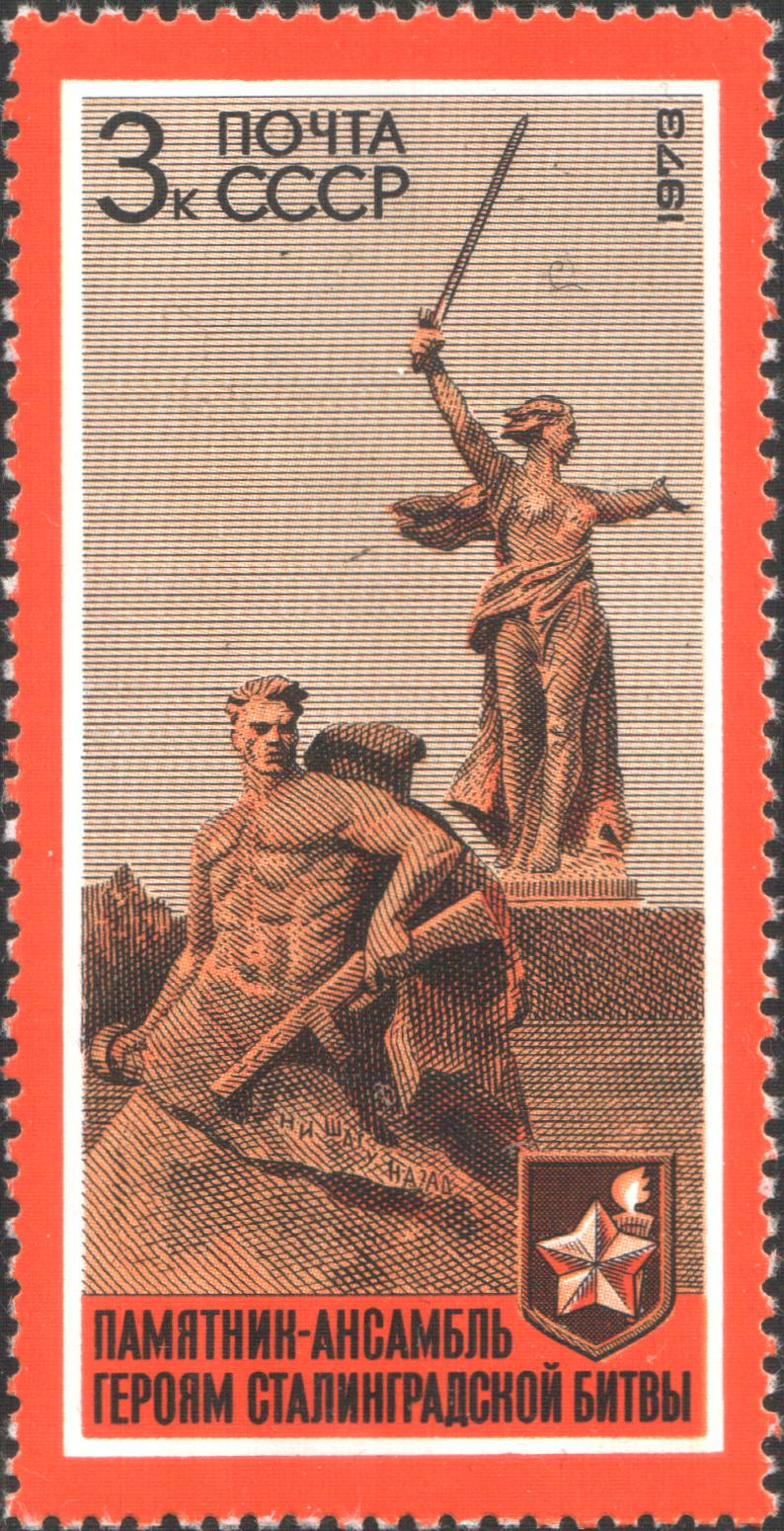
Selo de 1973 da União Soviética

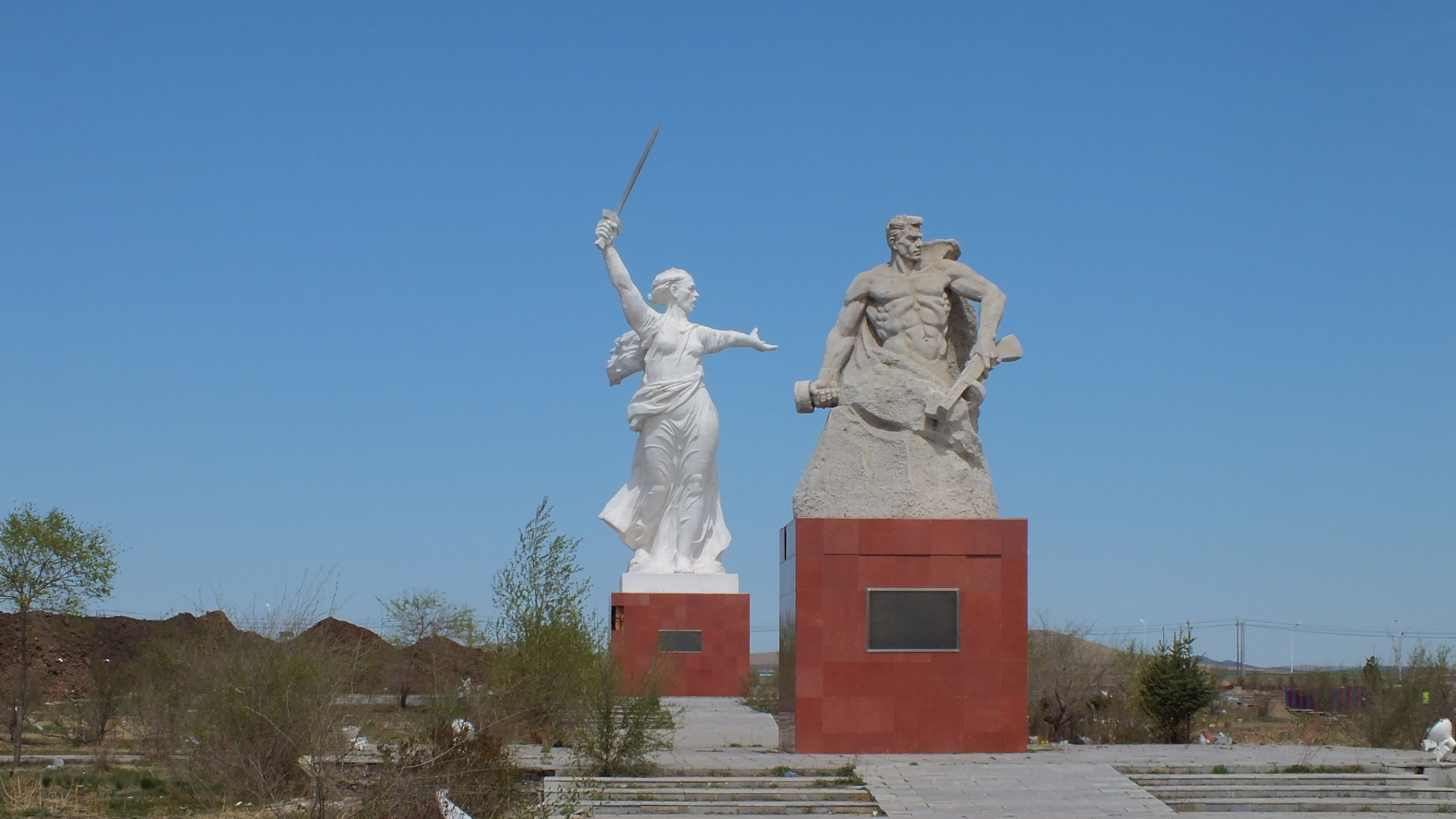
Uma cópia da estátua na China

A colina Mamayev Kurgan, que é o local escolhido para a escultura, é o local de uma das batalhas mais árduas e sangrentas da Batalha de Stalingrado. O monumento é o símbolo do patriotismo e heroísmo da Batalha de Stalingrado, que é considerada o ponto de virada da Segunda Guerra Mundial. Segundo pesquisas, cerca de 35 mil soldados estão enterrados na colina. O Marechal da União Soviética Vassili Ivanovitch Chuikov também está enterrado em um cemitério na área do monumento, assim como o famoso atirador soviético Vassili Zaitsev, que matou 225 soldados e oficiais do exército alemão e seus aliados na batalha.
A Mãe Pátria faz parte do tríptico das estátuas que ostentam a espada de guerra, juntamente com o Memorial de Guerra Soviético em Berlim e o Memorial de Retaguarda em Magnitogorsk.
No passado, materiais como selos postais, moedas e medalhas eram produzidos nas Repúblicas da União Soviética e na Rússia atualmente. Uma imagem da estátua está no brasão e na bandeira do Oblast de Volgogrado. A escultura é considerada um dos símbolos da Rússia. Um concurso realizado em 2008 elegeu as Sete maravilhas da Rússia e a colina onde a estátua está encontrada foi escolhida como uma das sete maravilhas, ficando em terceiro lugar.
Há uma cópia em miniatura deste monumento na região da Manchúria, na China.
Todos os anos, mais de 3 milhões de pessoas visitam a estátua. A estátua e o site foram adicionados à lista de distritos federais em 31 de janeiro de 2008. Desde então, tem sido protegidos por lei federal. A estátua e seu complexo circundante estão na lista de Patrimônio Mundial da UNESCO.

## Críticas
Vários comentários negativos foram feitos sobre a escultura. O crítico de arquitetura Jonathan Meades descreveu a estátua como uma "amostra de palha" e a descreveu como uma cópia de um estilo já existente. Em 2013, o arquiteto russo Vladimir Tserkovnikov enviou uma carta aberta ao ministro russo da Cultura Vladimir Medina e afirmou que a estátua foi construída por Nikitin com grandes erros e corria o risco de colapso.

## Galeria

Alturas aproximadas de várias estátuas notáveis: Estátua da Unidade, Buda do Templo da Primavera, Estátua da Liberdade, Mãe Pátria, Cristo Redentor e Estátua de David
Brasão do Oblast de Volgogrado
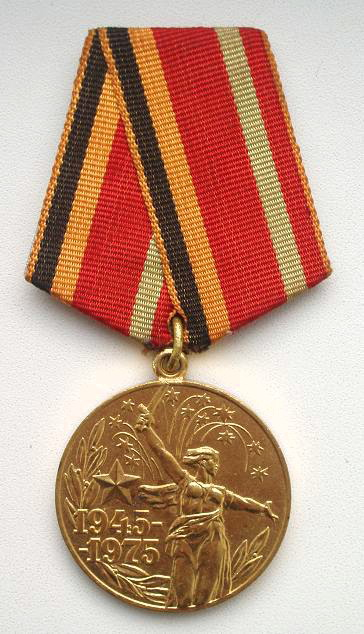
Medalha Soviética em comemoração aos "Trinta Anos de Vitória na Grande Guerra Patriótica (1941-1945)"
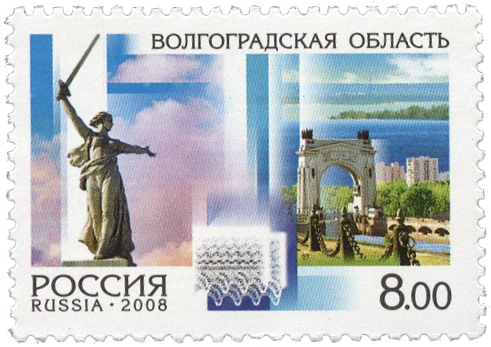
Selo russo de 2018